# АллатРа
Международное общественное движение «АллатРа» (МОД «АллатРа») — новое религиозное движение, основанное на Украине и действующее также в России, в ряде стран Европы (преимущественно славянских) и США. Само себя позиционируют как общественный союз, действующий вне политики и вне религии.
21 августа 2023 года движение «АллатРа» внесено Министерством юстиции Российской Федерации в список организаций, чья деятельность признана нежелательной в России.

## Религиоведческий анализ
«АллатРа» — новое религиозное движение с признаками синкретического культа, «нового мышления» и Нью-эйдж. В качестве такого движения, в частности, рассматривают АллатРа религиоведы М. Р. Бигнова, П. Н. Костылёв, В. А. Мартинович.
Учение представляет собой смесь элементов ближневосточной мифологии, зороастризма, гностицизма, теософии, агни-йоги.
Как отмечает И. Н. Попов, в текстах книг за авторством Анастасии Новых отчётливо прослеживается влияние идей «Белого братства Юсмалос». Валентина Новикова также отмечает сходство с анастасийцами (движением «Звенящие кедры России»).
А. П. Горюнов отметил сходство доктрины с идеологией международных террористических организаций, а информационную стратегию МОД определил как игнорирование СМИ.

## История
Распад СССР, в котором атеизм был частью идеологии, поблагоприятствовал появлению различных НРД и сект.
Данилов Игорь Михайлович — «гуру» движения, «академик» и «профессор». Родился, предположительно, в городе Макеевке Донецкой области, где с начала 1990-х занимался лечением заболеваний позвоночника на ул. Бестужевой, дом 10. В 2002 году переехал в Киев и открыл клинику на территории Киево-Печерской лавры.
Движение «АллатРа» было основано Даниловым вместе с дончанкой Галиной Александровной Яблочкиной в Киеве. Формально движение «АллатРа» было зарегистрировано в 2014 году, но начало его фактической деятельности относят к началу 2010-х годов и связывают с «движением гелиаров» («воинов света») и основанием в 2011 году общественного объединения «Лагода» и ООО «АллатРа» (учредитель — Г. А. Яблочкина), обеими организациями руководил Андрей Владимирович Михальчук. В период деятельности движения «Лагода» его активисты принимали участие в социальных проектах, среди них известен фестиваль «ДоброТы». Названные две организации и стали соучредителями движения «АллатРа».
Идейной платформой движения стала серия книг, изданных под псевдонимом Анастасия Новых. Священной книгой является «АллатРа», изданная в 2013 году. Тогда же у движения появились источники финансирования (с большой долей вероятности — внешние), с чем связывается резкое усиление рекламной деятельности по продвижению книг А. Новых.

## Религиозная и политическая доктрина
В качестве бодхисатв и пророков почитаются Будда, Иисус, Мухаммед и православный святой Агапит Печерский. Игорь Михайлович считается «реинкарнацией» последнего, а также он — «Утешитель Святой Дух», «Машиах», Ригден Джапо, Калки, Майтрея и, наконец, Имам Махди, что «подтверждается» одинаковыми инициалами «И. М.». Движение позиционирует себя как общественный союз, действующий вне политики и вне религии.
Учение носит дуалистический характер. Бог-Абсолют АллатРа имеет божественное женское начало Аллат и мужское отеческое Ра.
Согласно описываемому учению, в людях присутствует духовное начало, у большинства оно спит, а доминирует животный разум (материальные тела, как утверждает источник имеют дьявольское происхождение). В духовном понимании все люди едины. Именно материальный разум разъединяет человечество на народы, государства и религии. Подчёркивается, что объединение мира на единой духовной основе начнётся с объединения славянских народов, и глава России сыграет важную роль в будущей битве добра и зла.
Как основная практика, последователям рекомендована утренняя и вечерняя медитация.
1 апреля 2016 года в статье украинского издания «Зеркало недели» Ольга Левашвили предположила, что к деятельности «АллатРа» имеет отношение Марина Цвигун (Мария Дэви Христос), основательница секты начала 1990-х годов «Белое братство». Собеседники Левашвили называют «АллатРа» экстремистской интернет-сектой. В материале также упоминается поддержка Марины Цвигун со стороны руководителя самопровозглашённой ДНР Александра Захарченко. В материале этого же издания от 2 июля Ольга Шелудченко писала, что в книге «Перекрестье. Исконный Шамбалы» биография персонажа Номо совпадает с биографическими данными Владимира Путина, и в положительном образе (как основатель ордена, что приведёт цивилизацию к процветанию) подаётся Глеб Бокий — чекист, один из организаторов ГУЛАГа; по её мнению, «АллатРа» в рекламных целях сравнивает Игоря Данилова с Агапитом Печерским. Шелудченко пишет, что это не первый случай, когда для продвижения религиозных и политических идей используется художественная книга, как это было, например с «Звенящими кедрами России».
Согласно материалам журналистов телепрограммы «Деньги» 2021 года, «АллатРа» пропагандировала «русский мир» до начала войны на Донбассе и объединение славян, а после него — объединение мира благодаря Владимиру Путину.
Аналитическая платформа «VoxUkraine» в мае 2021 года писала о движении «АллатРа» как о рупоре российской пропаганды: «„АллатРа“ — целая конспирологическая религия, направленная на распространение „русского мира“ всем, кто умеет читать по-русски. В основе учения „АллатРа“ лежит магически-религиозная шизотерика обо всём хорошем против всего плохого и о царе-Номо, который при более глубоком исследовании оказывается Владимиром Путиным (это попытка использовать древний русский архетип о возвращении хорошего монарха, который принесёт справедливость)».

### Эмблема
В качестве эмблемы движения используется «знак „АллатРа“» — пустой круг с пустым полумесяцем под ним, обращённым «рожками» вверх. Круг преподносится как символ души и проявления духовного существа из мира Бога. Полумесяц символизирует человека, духовно освободившегося ещё при жизни. Если же знак чем-то дополнен, то не считается рабочим и становился лишь информативным символом, что объясняется псевдонаучными суждениями о нарушении «квантового взаимодействия» знака с реальностью.

## Издательская деятельность
Перечень наименований книг движения (по состоянию на 2016 год) включает «АллатРа», «Исконная физика „АллатРа“», «Сэнсэй. Исконный Шамбалы» в 4 книгах, «Птицы и камень. Исконный Шамбалы», «Эзоосмос. Исконный Шамбалы», «Перекрестье. Исконный Шамбалы», «Духовные практики и медитации», «Предсказания будущего и правда о прошлом и настоящем».
Основным источником идеологии является книга «АллатРа». Она представляет собой запись диалога автора (Анастасии) с собеседником по имени Ригден. Текст книги наполнен мистическими и сверхъестественными образами и откровениями о боге, человеке и устройстве мира.
В четырёх книгах серии «Сенсей» рассказывается о враче-вертеброневрологе, который якобы излечил Анастасию от рака. В книгах его именуют «Сенсей» и описывают как философа и руководителя секции восточных единоборств.
Книги «Эзоосмос» и «Птицы и камень» и некоторые другие содержат многочисленные псевдонаучные теории, интерпретации исторических событий и пророчества.

### Вопрос авторства
Константин Москалюк в статье «„Аллатра“ — новейшее эзотерическое движение по старым оккультным шаблонам» отмечает, что косвенно на авторство именно Данилова, скрывающегося за псевдонимом «Анастасия Новых», указывают особенности его речи, совпадающие в книгах и в видеороликах; так, вместо слова «про» он часто использует «за». Кроме того, на сайте «ЛитМир» Игорь Михайлович Данилов указан как автор книги «Остеохондроз для профессионального пациента» и как переводчик почти 30 книг, в том числе в жанре детектива, фэнтези, эпической фантастики и приключений, например, «Реликвии тамплиеров» и «Седьмое таинство»; если это не полный тёзка, то данная библиография — подходящий бэкграунд для автора книг «АллатРы».
Другим возможным автором называется Марина Цвигун (Мария Дэви Христос).

## Организационная структура
Движение имеет иерархию слабой выраженности. Основной организацией является зарегистрированный на Украине Общественный союз «Международное общественное движение „АллатРа“» (МОД «АллатРа») — сеть из физических и юридических лиц (членство физических лиц формально отсутствует, членство частных предпринимателей, коммерческих и некоммерческих организаций подтверждается на основе Глобального партнёрского соглашения. Смысл партнёрского соглашения декларируется как общественная инициатива и фундамент для практической реализации модели духовно-созидательного общества. Последователи утверждают, что через это соглашение в трудовой сфере жизнедеятельности социума установится качественно новый формат взаимоотношений между людьми, который строится на общечеловеческих духовно-нравственных 7 основах АллатРа.
Вопросами развития, особенно международного, уполномочен заниматься Координационный центр под руководством капитана службы МЧС Украины Кристины Александровны Ковалевской.
В России движение существует преимущественно в виде интернет-сообществ и групп читателей книг А. Новых. Кроме того, в 2013 году для торговли ими было зарегистрировано издательство ООО «АллатРа Русь», при этом в электронном виде все книги распространяются бесплатно. По заявлению Генеральной прокуратуры России, мероприятия в России проводятся под эгидой организации «Созидательное общество», являющейся его проектом АллатРа

## Критика
Научный журналист, популяризатор науки Олег Фея оценивал в 2016 году деятельность движения как лженаучную. Для международного культурного портала «Эксперимент» он отозвался, что попытки «АллатРа» продвигать собственные взгляды на мироустройство имеют все признаки лженауки: «Это и посягательство на фундаментальные знания, а также отсутствие экспериментов и анонимность».
По результатам религиоведческой экспертизы, выполненной в 2019 году Институтом судебной экспертизы города Алматы (Казахстан), по крайней мере, в книге «АллатРа» отсутствует религиозная составляющая (вера в сверхъестественные силы, религиозный культ и т. п.), а учение движения основано на «синтезе историко-философских, этнографических и мифологических воззрений народов Древнего мира, философии символизма и синергетики, психологии, эзотерики и психосенсорике», помимо которых используются древнеиндийские практики постижения мира и медитации, идей реинкарнации души и авторские интерпретаций таких понятий как личность человека, «животное и духовное начало». При этом в книге нет прямых призывов к насилию или вражде, образу врага или придания негативных характеристик какой-либо религии или её представителям.
Религиовед О. А. Грива, присоединяясь к сторонникам определения «АллатРа» как нового религиозного движения, квалифицирует проводимые его представителями встречи в библиотеках с раздачей листовок в качестве незаконной миссионерской деятельности.
В 2021 году внимание общественности к «АллатРа» привлёк сатирический дайджест новостей Майкла Щура, где были высмеяны трюки и видеомонтаж в видео «АллатРа», в котором поклонники движения якобы двигают бутылку силой мысли или имеют «инопланетные» глаза.
Общественно-аналитическое издание «Говори!» в марте 2021 года отметило, что «АллатРа» навязывает своё учение в школах, в частности киевских, под видом «Уроков доброты» и видео для детей. «В идеальном „благотворительном обществе“ учащиеся не должны получать научные знания — их заменяют пустые лозунги и примитивные мультики об „Аллатрушке“» — указывалось в статье.
Интернет-СМИ «Прецедент Новосибирск» в сентябре 2021 года опубликовало статью о новосибирце, который рассказал, как потерял жену и дочку из-за движения «АллатРа»: «якобы молодая женщина сначала увлеклась новым оккультным течением, а затем потребовала развода и раздела имущества».
Сетевое издание «161.ру», информационная группа «Интерфакс» и ИД «Коммерсантъ» в сентябре 2021 года опубликовало заметку о том, что Таганрогский городской суд признал виновным в призывах к экстремизму главу боевой секты из Украины «АллатРа» Сергея Шурыгина. Об этом пишет объединённая пресс-служба судов.

### Научная
- Горюнов А. П. Радикализм «АллатРа» в парадигме ислама // Научный вестник Омской академии МВД России : журнал. — Ярославль, 2021. — Т. 27, № 3 (82). — С. 267—272. — УДК 297.1:298.9(G). — doi:10.24412/1999-625X-2021-3-82-267-272.
- Грива О. А. О незаконной миссионерской деятельности новых религиозных движений (на примере МОД «АллатРа») // Религия. Общество. Человек : сб. матер. науч. чтений 17—18 октября 2019 г. — Симферополь : ИТ «Ариал», 2019. — С. 36—47. — 157 с. — УДК 2:316:159.9(G).
- Москалюк К. О. «Аллатра» - новітній езотеричний рух за старими окультними шаблонами :  [укр.] // Труди Київської Духовної Академії. — 2016. — № 16. — С. 225—231.
- Нырков М. Ю. Новое религиозное движение «АллатРа»: общее описание и типология // Научное сообщество студентов XXI столетия. Общественные науки : сб. ст. по мат. LXVIII междунар. студ. науч.-практ. конф. — Новосибирск : СибАК, 2018. — № 8(67).
- Попов И. Н. Новые западные религии // Справочник всех религиозных течений и объединений в России. — 2016.

### Аффилированная
- Альбаева И. И., Кашуба И. А., Павлова Н. А. Особенности проектной деятельности международного волонтёрского Интернет-ТВ // Инновационный потенциал молодежи: культура, духовность и нравственность : матер. Междунар. молодежной науч.-исслед. конф. (Екатеринбург, 2—6 декабря 2019 г.). — Екатеринбург : Изд-во Урал. ун-та, 2019. — С. 50—54. — 452 с. — ISBN 978-5-7996-2941-0.

### Первоисточники
- Новых А. АллатРа. — Киев: Аллатра, 2013. — 880 с. — ISBN 978-966-2690-07-1.
- Новых А. Сэнсэй. — Киев: Аллатра, 2015. — 480 с. — 50 000 экз. — ISBN 978-5-9906536-2-7. — ISBN 978-5-9906536-0-3.
- Новых А. Сэнсэй-II. — Киев: Аллатра, 2015. — 256 с. — ISBN 978-5-99065-364-1.
- Новых А. Сэнсэй-III. — Киев: Аллатра, 2012. — 320 с. — ISBN 978-966-2690-03-3. — ISBN 978-966-2690-00-2.
- Новых А. Сэнсэй IV. Исконный Шамбалы. — Киев: Аллатра, 2016. — 704 с. — ISBN 978-5-9906536-8-9.
- Новых А. Птицы и камень. — Киев: Аллатра, 2016. — 256 с. — ISBN 978-599-0653-63-4.
- Новых А. Эзоосмос. — Киев: Сэнсэй, 2008. — 416 с. — ISBN 978-966-2296-07-5.
- Новых А. Перекрестье. — Киев: Олма-Пресс, 2005. — 512 с. — ISBN 5-244-04933-4970.
- Новых А. Предсказания будущего и правда о прошлом и настоящем. — Киев: Лотос, 2009. — 128 с. — ISBN 978-966-96863-8-1.
- Новых А. Духовные практики и медитации. — Киев: Аллатра, 2015. — 144 с. — ISBN 978-5-9906536-7-2.